# Goldie Colwell
Goldie Colwell, nata Goldie Frances Colwell (Tecumseh, 29 gennaio 1889 – Marina Del Rey, 27 luglio 1982), è stata un'attrice statunitense teatrale e cinematografica.
Usò anche i nomi di Golda Caldwell e Goldie Caldwell.

## Biografia
Nata nel Kansas nel 1889, incominciò la sua carriera di attrice a teatro. Al cinema, in nove anni girò oltre ottanta film. Fece il suo esordio in un film di Tom Mix alla Selig, compagnia che la prese sotto contratto. Fu una delle interpreti, nel ruolo di Pundita, dei tredici episodi di The Adventures of Kathlyn, un serial cinematografico di grandissimo successo che aveva come protagonista la bionda Kathlyn Williams. Goldie Colwell fu spesso partner di Tom Mix in svariati western.

## Filmografia
- Why the Sheriff Is a Bachelor, regia di Joseph A. Golden e Tom Mix - cortometraggio (1911)
- Betty Fools Dear Old Dad, regia di Oscar Eagle - cortometraggio (1912)
- Our Lady of the Pearls, regia di Henry MacRae - cortometraggio (1912)
- Diverging Paths, regia di Lem B. Parker - cortometraggio (1913)
- Margarita and the Mission Funds, regia di Lem B. Parker - cortometraggio (1913)
- The Hoyden's Awakening, regia di Lem B. Parker - cortometraggio (1913)
- A Change of Administration, regia di Hardee Kirkland - cortometraggio (1913)
- The Adventures of Kathlyn, regia di Francis J. Grandon - serial cinematografico (1913)
- The Two Ordeals, regia di Francis J. Grandon - cortometraggio (1914)
- A Colonel in Chains, regia di Francis J. Grandon - cortometraggio (1914)
- Three Bags of Silver, regia di Francis J. Grandon - cortometraggio (1914)
- The Garden of Brides, regia di Francis J. Grandon - cortometraggio (1914)
- The Cruel Crown, regia di Francis J. Grandon - cortometraggio (1914)
- The Spellbound Multitude, regia di Francis J. Grandon - cortometraggio (1914)
- The Warrior Maid, regia di Francis J. Grandon - cortometraggio (1914)
- The Forged Parchment, regia di Francis J. Grandon - cortometraggio (1914)
- The Court of Death, regia di Francis J. Grandon - cortometraggio (1914)
- Carmelita's Revenge, regia di Norval MacGregor - cortometraggio (1914)
- Nan's Victory, regia di Tom Santschi - cortometraggio (1914)
- The Real Thing in Cowboys, regia di Tom Mix - cortometraggio (1914)
- The Way of the Redman, regia di Tom Mix - cortometraggio (1914)
- The Mexican, regia di Tom Mix - cortometraggio (1914)
- Jimmy Hayes and Muriel, regia di Tom Mix - cortometraggio (1914)
- Why the Sheriff Is a Bachelor, regia di Tom Mix - cortometraggio (1914)
- The Telltale Knife, regia di Tom Mix - cortometraggio (1914)
- The Ranger's Romance, regia di Tom Mix - cortometraggio (1914)
- The Sheriff's Reward, regia di Tom Mix - cortometraggio (1914)
- Out of Petticoat Lane, regia di Francis J. Grandon - cortometraggio (1914)
- The Scapegoat, regia di Tom Mix - cortometraggio (1914)
- The Rival Stage Lines, regia di Tom Mix - cortometraggio (1914)
- Saved by a Watch, regia di Tom Mix - cortometraggio (1914)
- The Man from the East, regia di Tom Mix - cortometraggio (1914)
- Cactus Jake, Heart-Breaker, regia di Tom Mix - cortometraggio (1914)
- A Militant School Ma'am, regia di Tom Mix - cortometraggio (1915)
- Harold's Bad Man, regia di Tom Mix - cortometraggio (1915)
- Cactus Jim's Shop Girl, regia di Tom Mix - cortometraggio (1915)
- Forked Trails, regia di Tom Mix - cortometraggio (1915)
- Roping a Bride, regia di Tom Mix - cortometraggio (1915)
- Bill Haywood, Producer, regia di Tom Mix - cortometraggio (1915)
- Slim Higgins, regia di Tom Mix - cortometraggio (1915)
- The Man from Texas, regia di Tom Mix - cortometraggio (1915)
- The Stagecoach Driver and the Girl, regia di Tom Mix - cortometraggio (1915)
- Sage Brush Tom, regia di Tom Mix - cortometraggio (1915)
- Ma's Girls, regia di Tom Mix - cortometraggio (1915)
- The Adventures of Kathlyn, regia di Francis J. Grandon (1916)
- In the Days of Daring - cortometraggio (1916)
- The Heart of Texas Ryan, regia di E.A. Martin (1917)